# Ray casting
Ray casting és un algorisme de computació gràfica utilitzat en gràfics per ordinador i geometria computacional. Va ser introduit per Scott Roth el 1982 per descriure un mètode de renderització de models de geometria constructiva de sòlids.
El terme Ray casting pot ser utilitzat per referir-se a una sèrie de problemes i tècniques:
- Determinar el primer objecte interceptat per un raig lluminós.[3]
- Determinació de cares ocultes (de l'anglès Hidden-surface determination, HSD) basada en buscar la primera intersecció d'un raig lluminós des de l'observador a través de cada píxel d'una imatge.
- Algorisme no recursiu de renderització basat en només rajos de llum primaris.
- Mètode directe de renderització de volums (de l'anglès Volume Ray Casting) en el qual el raig lluminós passa a través de l'objecte i el camp escalar en 3D d'interès és mostrejat al llarg de tot el raig dins de l'objecte.[4]